# Peilturm

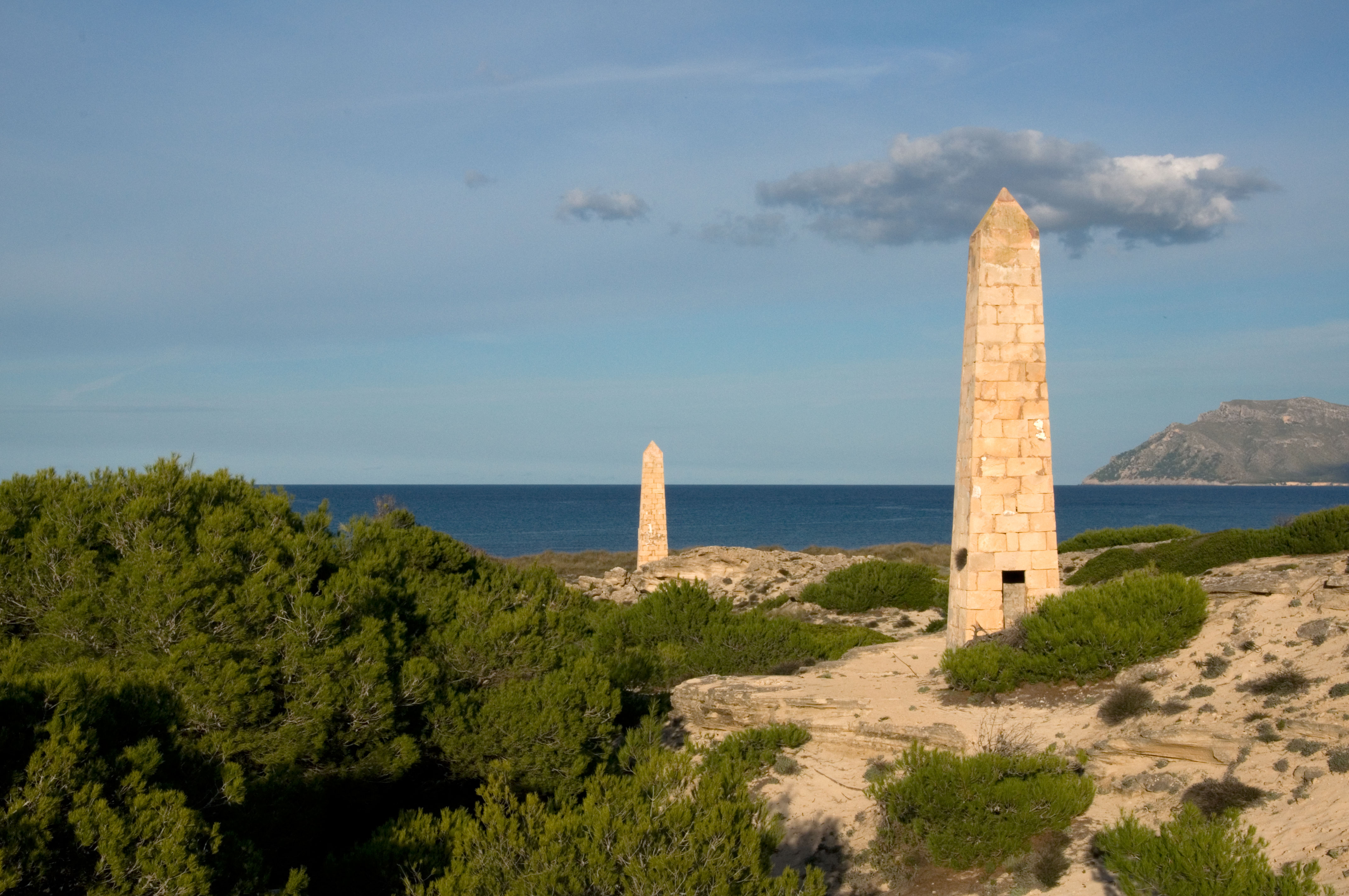
Unrestaurierte Peiltürme in den Dünen von S’Arenal de Sa Canova

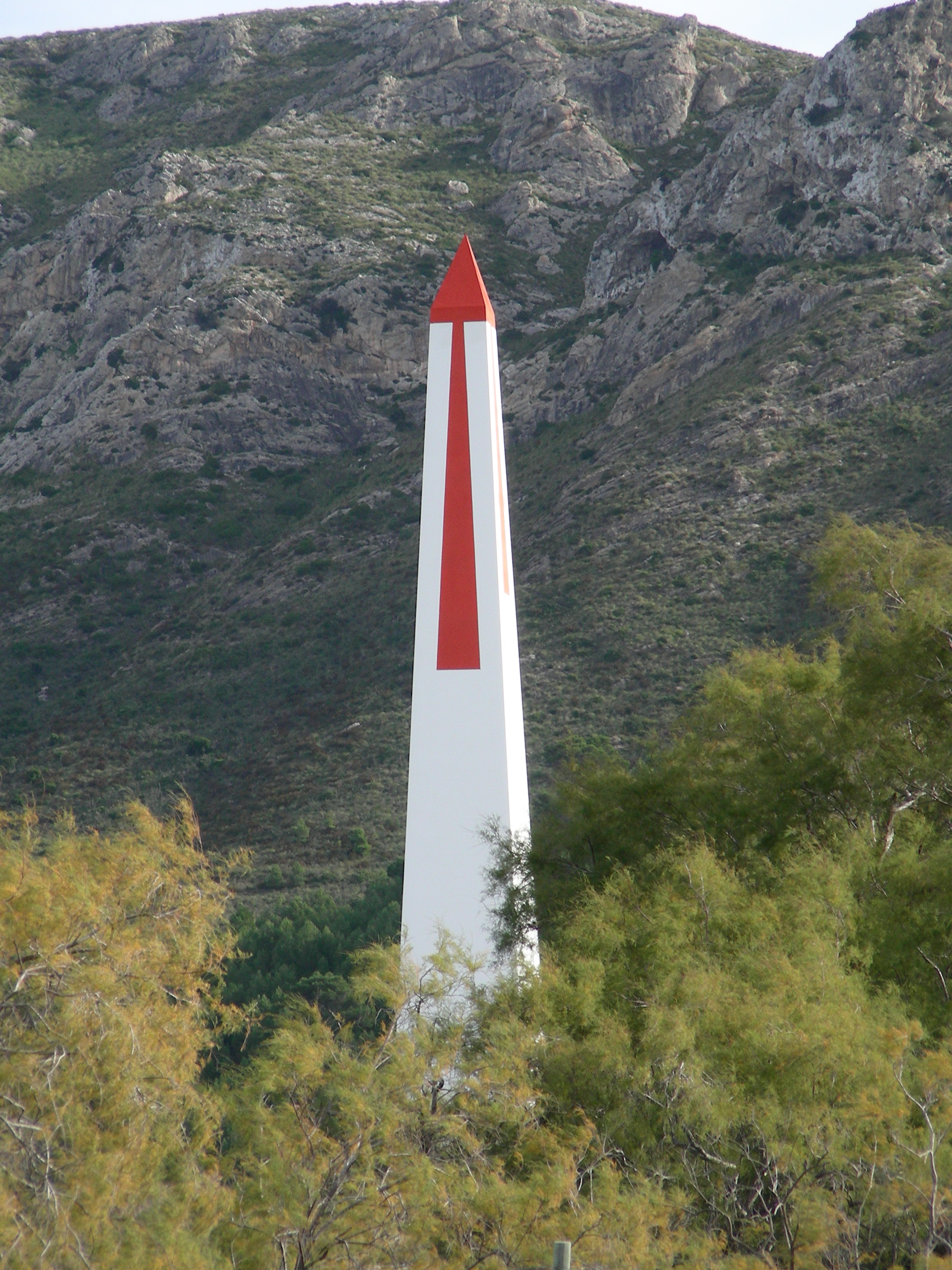
Restaurierter Peilturm zwischen der Siedlung Colònia de Sant Pere und der Siedlung Betlem auf Mallorca

Ein Peilturm (spanisch: Torres de defensa oder Torres d'Enfilació) ist ein Turm, der von der Marine an der Küste errichtet wurde und der Navigation diente.

## Bauweise
Ein derartiger Turm unterstützte spanische U-Boote, die bis in die frühen 1970er-Jahre auf Mallorca einen Stützpunkt hatten, für Übungszwecke bei der Positionsbestimmung mittels Kreuzpeilung.
An der Nordostküste der Baleareninsel, genaugenommen einzig an der Bucht von Alcúdia, wurden von der spanischen Marine insgesamt 28 Peiltürme immer paarweise (also 14 Paare) mit zueinander unterschiedlichen Abständen jeweils hintereinander errichtet. Die Türme wurden in der Zeit zwischen etwa 1940 bis 1970 von der spanischen Flotte für Deckpeilung bei militärischen Übungen eingesetzt. Die mit ihrer schlanken Bauweise an Obelisken erinnernden Türme waren unterschiedlich hoch, zumeist weiß gestrichen, ihre Spitzen waren rot markiert und sie waren nummeriert.

Nachdem sie nicht mehr benötigt wurden, verfielen einige von ihnen oder wurden komplett abgerissen. Inzwischen sind allerdings noch 17 der ehemals 28 Türme erhalten. Im Rahmen von Bestrebungen, den Tourismus zu fördern, wird heutzutage an einigen Standorten (wie z. B. die sechs Türme von Can Picafort) bei Bedarf ihre Farbe erneuert.